# Vino de Pago
Vino de Pago és una denominació d'origen espanyola per a vins que garanteix la procedència dels raïms d'una zona geogràfica amb unes característiques edàfiques específiques. És equivalent a vi de finca o vi de terrer.
El mot "pago" prové del llatí pagus, que significa districte rural.
Quan en una zona concreta existeix un microclima particular i una composició del terreny específica que la diferencien i distingeixen d'altres zones del seu entorn. Els 14 Vinos de Pago són: Prado de Irache, Pago Calzadilla, Dehesa del Carrizal, Pago Florentino, Casa del Blanco, Guijoso, Finca Élez, El Terrerazo, Los Balagueses, Campo de la Guardia, Pago de Otazu, Dominio de Valdepusa, Pago de Arínzano i Pago Aylés.
Aquesta indicació geogràfica està reglamentada per la Llei de la Vinya i el Vi (2003), que estipula que tots els vins subjectes a aquesta indicació han de complir els següents requisits:
1. El Vino de Pago ha de ser conegut amb un nom vinculat de forma tradicional al cultiu dels vinyers dels quals s'obté el vi i l'extensió màxima del qual no podrà ser igual ni superior a la de cap dels termes municipals en el territori del qual se situï.
2. En cas que la totalitat del Vino de Pago estigui inclosa en l'àmbit territorial d'una denominació d'origen qualificada, podrà rebre el nom de Vino de Pago qualificat sempre que acrediti que compleix els requisits exigits als vins de la denominació d'origen qualificada.
3. Els Vino de Pago seran elaborats i embotellats per les persones físiques o jurídiques que ostentin la titularitat dels vinyers situats en el pago, en cellers situats en la proximitat del pago.
4. Tot el raïm que es destini al Vino de Pago haurà de procedir de vinyers situats en el pago determinat i el vi haurà d'elaborar-se, emmagatzemar-se i criar-se de manera separada d'altres vins.
5. En l'elaboració del Vino de Pago s'implantarà un sistema de qualitat integral, que s'aplicarà des de la producció del raïm fins a la posada al mercat dels vins.
6. Cada Vino de Pago haurà de comptar amb un òrgan de gestió, subjecte a la legislació de les comunitats autònomes.